# Дамасская биржа
Дамасская биржа (англ. Damascus Securities Exchange (DSE), араб. سوق دمشق للأوراق المالية) — фондовая биржа, расположенная в Дамаске, столице Сирии. Основана в 2009 году и является единственной фондовой биржей в Сирии. Дамасская фондовая биржа является членом Федерации Евроазиатских фондовых бирж и Арабской Федерации Бирж.

## История
Подготовка к открытию биржи начались в 2008 году, тогда же был создан сайт биржи. Первые официальные торги были начаты во вторник, 10 марта 2009 года. Тогда на бирже торговалось 6 акций, готовились к размещению ещё 4. Уже в апреле 2009 года Дамасская биржа стала членом Арабской Федерации Бирж.
По данным Международного валютного фонда, с марта 2011 года, когда началась гражданская война, по май 2012 года стоимость сирийского фунта упала на 45 %, а индекс Дамасской фондовой биржи — почти на 40 %.
В настоящий момент на Дамасской бирже торгуются ценные бумаги более двух десятков компаний, в основном это банки, финансовые и страховые организации, но есть также промышленные и сельскохозяйственные компании, компании сферы услуг и телекоммуникаций.
В феврале 2021 года индекс Дамасской фондовой биржи (DWX) достиг самого высокого с момента открытия биржи уровня в 10,035.91 пункта.

## Время торгов
Дамасская биржа работает с воскресенья по четверг, пятница и суббота — выходные. Торги ведутся с 11:00 до 13:00 по местному времени (UTC+3).